# Зелёная коса
Зелёная коса — рассказ Антона Павловича Чехова. Написан в 1882 году, впервые опубликован в 1882 году в «Литературном приложении журнала „Москва“» № 15 и № 16 с подписью Антоша Чехонте.

## Публикации
Рассказ А. П. Чехова «Зелёная коса» (Маленький роман) состоит из двух глав. Был написан в 1882 году. Впервые опубликован в «Литературном приложении журнала „Москва“», 1882, № 15 и № 16 с подписью Антоша Чехонте, вошел в собрание сочинений писателя.
В приложении рассказ иллюстрировался рисунком его брата Николая Павлович Чехова. Персонажами рассказа являются реальные лица. Писатель даже сохранил их имена. Так поручик-артиллерист Егоров (Е. П. Егоров) был приятелем братьев Чеховых. На склоне лет Е. П. Егоров вышел в отставку.

## Сюжет
Рассказ написан от первого лица, бывшего репетитора дочки хозяйки дачи — Оли. Действие происходит на даче «Зеленая Коса», расположенной на горе на берегу Черного моря. Чехов даёт подробное описание окружающей дачу природы и хозяйки дачи, Марьи Егоровны Микшадзе. Марья Егоровна, дама 50-ти лет, была довольно капризной, но гостеприимной хозяйкой. У неё на даче жила её дочь Оля, которой было около 19 лет. Оля училась в консерватории музыке и говорила по-французски. Постояльцы дачи любили Олю, она была душой компании, среди которых были гости, «обитатели Зеленой Косы» и соседи. Из гостей здесь были врач Яковкин, «одесский газетчик Мухин, магистр физики Фивейский, три студента, художник Чехов», харьковский барон-юрист и бывший репетитор Оли. Соседом был отставной поручик-артиллерист Егоров.
Гости съезжались на дачу на все лето. Княгиня часто собирала гостей в гостиную и упрекала всех в «бессовестном» поведении. Гости ходили просить у нее прощение, сочиняли ей поздравительные стихи, «рисовали геральдическое древо князей Микшадзе», после чего княгиня успокаивалась. Княгиня любила гостей, но не любила поручика Егорова. Прежде поручик был её любимцем, но «сейчас он злословит всех и всё». Поручик мечтал о женитьбе на Оле, а Оля была влюблена в поручика.
Во второй главе описывается, как при жизни князя Микшадзе к ним приезжал погостить князь Чайхидзев, екатеринославский помещик и друг Микшадзе. У него был сын, который стал ухаживать за Олей. Княгиня Марья Егоровна благословляла, как ей думалось, будущих супругов. Но вскоре Микшадзе умер. Перед смертью он просил дочь выйти замуж за Чайхидзева и Оля дала ему обещание.
Оля всё время помнила волю отца, но «природа и рассудок брали свое»: отставной поручик Егоров был рядом, а Чайхидзев становился в её глазах глупее и глупее.
Однажды Чайхидзев приехал на Зеленую Косу и княгиня решила устроить их с Олей сговор. Были приглашены гости, предполагался бал. Однако гости решили избавить Олю от Чайхидзева даже ценой скандала. На балу Чайхидзев танцевал с Олей. После бала Олю отозвали сообщением, что Егоров умирает. Оля пошла в сад и обнаружила, что Егоров жив, что её очень обрадовало.
В доме же Олю долго искали. Племянник княгини подсказал где она. Когда Оля вернулась, то харьковский барон-юрист указал Чайхидзеву на неловкость его положения. Чайхидзев ответил барону, что он «всё это хорошо понимает», не придает большого значения отцовскому завещанию, однако поскольку любит Олю, то был настойчив и обещал назавтра уехать. Вместе с ним собирались уехать и гости, однако задержались до сентября. Постепенно в семье воцарился мир. Поручик написал в письме Олиному репетитору, что летом будет его свадьба.